# Halle Open 2008 - Qualificazioni singolare
Le qualificazioni del singolare dell'Halle Open 2008 sono state un torneo di tennis preliminare per accedere alla fase finale della manifestazione. I vincitori dell'ultimo turno sono entrati di diritto nel tabellone principale. In caso di ritiro di uno o più giocatori aventi diritto a questi sono subentrati i lucky loser, ossia i giocatori che hanno perso nell'ultimo turno ma che avevano una classifica più alta rispetto agli altri partecipanti che avevano comunque perso nel turno finale.
Le qualificazioni del torneo Halle Open  2008 prevedevano 32 partecipanti di cui 4 sono entrati nel tabellone principale.

## Teste di serie
1. Kristian Pless (secondo turno)
2. Jan Hernych (Qualificato)
3. Jérémy Chardy (secondo turno)
4. Björn Phau (Qualificato)

1. Mikhail Ledovskikh (secondo turno)
2. Younes El Aynaoui (ultimo turno)
3. Lukáš Dlouhý (primo turno)
4. Matthias Bachinger (secondo turno)

## Qualificati
1. Jan Vacek
2. Jan Hernych

1. Scott Lipsky
2. Björn Phau

## Tabellone

### Legenda
| - Q = Qualificato - WC = Wild card - LL = Lucky loser | - ALT = Alternate - SE = Special Exempt - PR = Protected Ranking | - w/o = Walkover - r = Ritirato - d = Squalificato |

### Sezione 1
|  | Primo turno    | Primo turno        | Primo turno    | Primo turno | Primo turno |  |  | Secondo turno | Secondo turno      | Secondo turno      | Secondo turno | Secondo turno |   |   | Ultimo turno   | Ultimo turno   | Ultimo turno   | Ultimo turno | Ultimo turno |  |
|  |                |                    |                |             |             |  |  |               |                    |                    |               |               |   |   |                |                |                |              |              |  |
|  | 1              | Kristian Pless     | Kristian Pless | 6           | 6           |  |  |               |                    |                    |               |               |   |   |                |                |                |              |              |  |
|  |                | Nils Langer        | Nils Langer    | 2           | 3           |  |  | 1             | Kristian Pless     | 4                  | 7             | 2             |   |   |                |                |                |              |              |  |
|  | Martin Fischer | Martin Fischer     | Martin Fischer | 6           | 6           |  |  |               | Martin Fischer     | 6                  | 5             | 6             |   |   |                |                |                |              |              |  |
|  | Josip Brkic    | Josip Brkic        | Josip Brkic    | 2           | 3           |  |  |               |                    |                    |               |               |   |   | Martin Fischer | Martin Fischer | Martin Fischer | 3            | 3            |  |
|  | Jan Vacek      | Jan Vacek          | Jan Vacek      | 6           | 6           |  |  |               |                    | Jan Vacek          | Jan Vacek     | Jan Vacek     | 6 | 6 |                |                |                |              |              |  |
|  | Philipp Oswald | Philipp Oswald     | Philipp Oswald | 2           | 2           |  |  |               | Jan Vacek          | Jan Vacek          | 6             | 6             |   |   |                |                |                |              |              |  |
|  | 5              | Mikhail Ledovskikh | 63             | 6           | 6           |  |  | 5             | Mikhail Ledovskikh | Mikhail Ledovskikh | 4             | 2             |   |   |                |                |                |              |              |  |
|  |                | Tobias Kamke       | 7              | 4           | 4           |  |  |               |                    |                    |               |               |   |   |                |                |                |              |              |  |

### Sezione 2
|  | Primo turno        | Primo turno        | Primo turno        | Primo turno | Primo turno |  |  | Secondo turno | Secondo turno      | Secondo turno      | Secondo turno      | Secondo turno |   |   | Ultimo turno | Ultimo turno | Ultimo turno | Ultimo turno | Ultimo turno |  |
|  |                    |                    |                    |             |             |  |  |               |                    |                    |                    |               |   |   |              |              |              |              |              |  |
|  | 2                  | Jan Hernych        | Jan Hernych        | 6           | 6           |  |  |               |                    |                    |                    |               |   |   |              |              |              |              |              |  |
|  |                    | Ante Pavić         | Ante Pavić         | 3           | 3           |  |  | 2             | Jan Hernych        | Jan Hernych        | 6                  | 7             |   |   |              |              |              |              |              |  |
|  | Pavel Šnobel       | Pavel Šnobel       | Pavel Šnobel       | 6           | 6           |  |  |               | Pavel Šnobel       | Pavel Šnobel       | 3                  | 64            |   |   |              |              |              |              |              |  |
|  | Jiri Kosler        | Jiri Kosler        | Jiri Kosler        | 4           | 2           |  |  |               |                    |                    |                    |               |   |   | 2            | Jan Hernych  | 4            | 6            | 6            |  |
|  | Massimo Dell'Acqua | Massimo Dell'Acqua | Massimo Dell'Acqua | 6           | 7           |  |  |               |                    |                    | Massimo Dell'Acqua | 6             | 3 | 4 |              |              |              |              |              |  |
|  | Igor Sijsling      | Igor Sijsling      | Igor Sijsling      | 4           | 64          |  |  |               | Massimo Dell'Acqua | Massimo Dell'Acqua | 6                  | 6             |   |   |              |              |              |              |              |  |
|  | 8                  | Matthias Bachinger | Matthias Bachinger | 6           | 6           |  |  | 8             | Matthias Bachinger | Matthias Bachinger | 4                  | 2             |   |   |              |              |              |              |              |  |
|  |                    | Sadik Kadir        | Sadik Kadir        | 1           | 2           |  |  |               |                    |                    |                    |               |   |   |              |              |              |              |              |  |

### Sezione 3
|  | Primo turno   | Primo turno       | Primo turno       | Primo turno | Primo turno |  |  | Secondo turno | Secondo turno     | Secondo turno | Secondo turno     | Secondo turno     |   |    | Ultimo turno | Ultimo turno | Ultimo turno | Ultimo turno | Ultimo turno |  |
|  |               |                   |                   |             |             |  |  |               |                   |               |                   |                   |   |    |              |              |              |              |              |  |
|  | 3             | Jérémy Chardy     | Jérémy Chardy     | 6           | 6           |  |  |               |                   |               |                   |                   |   |    |              |              |              |              |              |  |
|  |               | Ludovic Walter    | Ludovic Walter    | 4           | 4           |  |  | 3             | Jérémy Chardy     | 5             | 6                 | 3                 |   |    |              |              |              |              |              |  |
|  | Scott Lipsky  | Scott Lipsky      | Scott Lipsky      | 6           | 6           |  |  |               | Scott Lipsky      | 7             | 4                 | 6                 |   |    |              |              |              |              |              |  |
|  | Martin Slanar | Martin Slanar     | Martin Slanar     | 4           | 4           |  |  |               |                   |               |                   |                   |   |    |              | Scott Lipsky | Scott Lipsky | 7            | 7            |  |
|  | Marius Copil  | Marius Copil      | Marius Copil      | 6           | 6           |  |  |               |                   | 6             | Younes El Aynaoui | Younes El Aynaoui | 6 | 64 |              |              |              |              |              |  |
|  | George Bastl  | George Bastl      | George Bastl      | 4           | 4           |  |  |               | Marius Copil      | 65            | 6                 | 65                |   |    |              |              |              |              |              |  |
|  | 6             | Younes El Aynaoui | Younes El Aynaoui | 7           | 6           |  |  | 6             | Younes El Aynaoui | 7             | 4                 | 7                 |   |    |              |              |              |              |              |  |
|  |               | Stefan Seifert    | Stefan Seifert    | 68          | 3           |  |  |               |                   |               |                   |                   |   |    |              |              |              |              |              |  |

### Sezione 4
|  | Primo turno          | Primo turno          | Primo turno          | Primo turno | Primo turno |  |  | Secondo turno | Secondo turno | Secondo turno | Secondo turno | Secondo turno |   |   | Ultimo turno | Ultimo turno | Ultimo turno | Ultimo turno | Ultimo turno |  |
|  |                      |                      |                      |             |             |  |  |               |               |               |               |               |   |   |              |              |              |              |              |  |
|  | 4                    | Björn Phau           | Björn Phau           | 6           | 6           |  |  |               |               |               |               |               |   |   |              |              |              |              |              |  |
|  |                      | Alexandre Renard     | Alexandre Renard     | 4           | 2           |  |  | 4             | Björn Phau    | Björn Phau    | 6             | 6             |   |   |              |              |              |              |              |  |
|  | Uros Vico            | Uros Vico            | Uros Vico            | 7           | 6           |  |  |               | Uros Vico     | Uros Vico     | 4             | 3             |   |   |              |              |              |              |              |  |
|  | Patrick Eichenberger | Patrick Eichenberger | Patrick Eichenberger | 5           | 3           |  |  |               |               |               |               |               |   |   | 4            | Björn Phau   | Björn Phau   | 6            | 6            |  |
|  | Daniel Brands        | Daniel Brands        | Daniel Brands        | 7           | 6           |  |  |               |               |               | Daniel Brands | Daniel Brands | 4 | 4 |              |              |              |              |              |  |
|  | Peter Gojowczyk      | Peter Gojowczyk      | Peter Gojowczyk      | 5           | 1           |  |  | Daniel Brands | Daniel Brands | Daniel Brands | 6             | 6             |   |   |              |              |              |              |              |  |
|  |                      | Serhij Bubka         | 6                    | 62          | 7           |  |  | Serhij Bubka  | Serhij Bubka  | Serhij Bubka  | 4             | 4             |   |   |              |              |              |              |              |  |
|  | 7                    | Lukáš Dlouhý         | 4                    | 7           | 5           |  |  |               |               |               |               |               |   |   |              |              |              |              |              |  |